# Nouvelle-Guinée allemande
Pour les articles homonymes, voir Nouvelle-Guinée (homonymie).
1884–1919
Entités précédentes :
- Indes orientales espagnoles

Entités suivantes :
- Mandat des îles du Pacifique (Japon)
- Nauru (Empire britannique)
- Territoire de Nouvelle-Guinée (Australie)

La Nouvelle-Guinée allemande (en allemand : Deutsch-Neuguinea) était un protectorat de l'Empire allemand situé dans l'océan Pacifique occidental. Constitué à la suite des pressions du lobby colonial allemand à partir de 1884, il se développe jusqu'en 1899 par annexions et rachats successifs, jusqu'à regrouper presque tous les archipels micronésiens, Nauru, le nord-est de la Nouvelle-Guinée et les îles environnantes. C'était avec les Samoa allemandes l'une des deux composantes de l'empire colonial allemand dans le Pacifique. Occupé en septembre 1914 par les troupes japonaises (au nord de l'Équateur) et australiennes (au sud), le protectorat est divisé en trois mandats de la Société des Nations par le traité de Versailles en juin 1919.

## Territoires
La Nouvelle-Guinée allemande englobait la totalité des possessions allemandes dans le Pacifique hormis les Samoa allemandes. Elle était composée des territoires suivants :
| Territoire                    | Période   | Surface     | Pays actuel                        |
| ----------------------------- | --------- | ----------- | ---------------------------------- |
| Terre de l'Empereur-Guillaume | 1884–1919 | 181 650 km² | Papouasie-Nouvelle-Guinée          |
| Archipel Bismarck             | 1884–1919 | 49 700 km²  | Papouasie-Nouvelle-Guinée          |
| Îles Marshall                 | 1885–1919 | 181 km²     | Îles Marshall                      |
| Salomon allemandes            | 1885–1899 | 28 450 km²  | Îles Salomon                       |
| Bougainville                  | 1885–1919 | 9 318 km²   | Papouasie-Nouvelle-Guinée          |
| Buka                          | 1885–1919 | 492 km²     | Papouasie-Nouvelle-Guinée          |
| Nauru                         | 1888–1919 | 21 km²      | Nauru                              |
| Palaos                        | 1899–1919 | 466 km²     | Palaos                             |
| Îles Carolines                | 1899–1919 | 2 150 km²   | États fédérés de Micronésie Palaos |
| Îles Mariannes du Nord        | 1899–1919 | 461 km²     | Îles Mariannes du Nord             |

## Histoire

### Colonisation et création du territoire

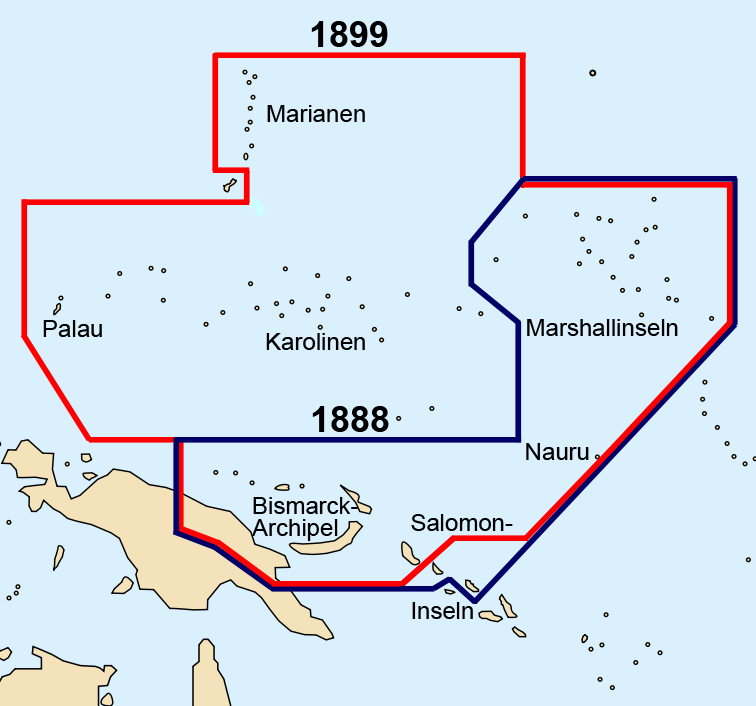
Evolution territoriale selon les traités de 1888 et de 1899

L'annexion de la partie Sud-Est de la Nouvelle-Guinée par la colonie australienne du Queensland en 1883 apporte un regain d'intérêt des Allemands pour la partie Nord-Est de l'île, d'autant plus que les Néerlandais en occupent déjà la partie occidentale. Le 2 novembre 1884, aux côtés du drapeau de la récente Compagnie de Nouvelle-Guinée, en allemand Neuguinea-Kompagnie, le drapeau allemand flotte sur la Terre de l'Empereur-Guillaume, l'archipel Bismarck et les îles Salomon allemandes. Le 15 octobre 1885, les Allemands prennent possession des îles Marshall. Dès les années 1880, l'administration allemande appelle la Mission rhénane à  évangéliser le territoire. Les missionnaires rencontreront d'immenses difficultés et un succès limité. 
En 1886, un traité fixant les sphères d'influence entre les Britanniques et les Allemands dans le Pacifique occidental permet à ces derniers d'acquérir certaines îles et archipels. Les îles Salomon du Nord (dont Buka et Bougainville) deviennent allemandes et le 16 avril 1888, Nauru est officiellement annexée à l'Empire allemand, et rattachée au protectorat des îles Marshall. Le 16 avril 1886, une expédition est de retour de l'intérieur de la Terre du Kaiser Guillaume, visant à fixer la frontière avec la colonie australienne du Territoire de Papouasie.
Le 1er avril 1899, à la suite du traité germano-espagnol, l'Empire allemand prend effectivement possession de la Terre du Kaiser Guillaume, de l'archipel Bismarck et des îles Salomon allemandes, qui deviennent un protectorat. Un traité avec l'Espagne signé le 30 juin de la même année assure l'Allemagne du contrôle de certaines îles et archipels (Palaos, îles Mariannes du Nord et îles Carolines), qui sont incorporées au protectorat, rejoint en 1906 par celui des îles Marshall.

### Première Guerre mondiale
Au déclenchement de la Première Guerre mondiale en 1914, l'Australie envahit et confisque au nom de l'Empire britannique la Terre du Kaiser Guillaume, l'archipel Bismarck et les îles Salomon allemandes en septembre, tandis que les Japonais prennent possession des îles de la Nouvelle-Guinée allemande situées au Nord de l'équateur en août. La seule résistance allemande significative à la Force expéditionnaire terrestre et navale australienne se déroule le 11 septembre 1914 lorsque, au cours d'une unique bataille, l'armée australienne et la Royal Navy britannique détruisent la station radio de Bitapaka près de Rabaul en Nouvelle-Bretagne (alors Nouvelle-Poméranie). Les Australiens déplorent six morts et quatre blessés (les premières victimes australiennes de la Première Guerre mondiale) tandis que les Allemands dénombrent 31 morts (un officier allemand et trente policiers autochtones) et onze blessés (un officier allemand et dix policiers autochtones). Le 21 septembre, l'ensemble des forces de la Nouvelle-Guinée allemande déposent les armes. Cependant, vingt policiers autochtones menés par le lieutenant allemand Hermann Detzner opposent tout au long de la guerre une résistance qui empêche le contrôle du centre de la colonie par les autorités britanniques.

Partition de la colonie selon le traité de Versailles

À la suite de la défaite allemande de la Première Guerre mondiale, l'Empire allemand perd toutes ses colonies en 1919, en vertu du traité de Versailles, y compris la Nouvelle-Guinée allemande qui est alors divisée :
- la Terre de l'Empereur-Guillaume, l'archipel Bismarck et les îles Salomon allemandes deviennent le Territoire de Nouvelle-Guinée, mandat de la Société des Nations sous administration australienne ;
- les îles Carolines, les îles Mariannes du Nord, les îles Marshall et les Palaos deviennent le mandat des îles du Pacifique, mandat de la Société des Nations sous administration japonaise ;
- Nauru passe sous contrôle du Royaume-Uni qui délègue son administration à l'Australie[9].

## Géographie

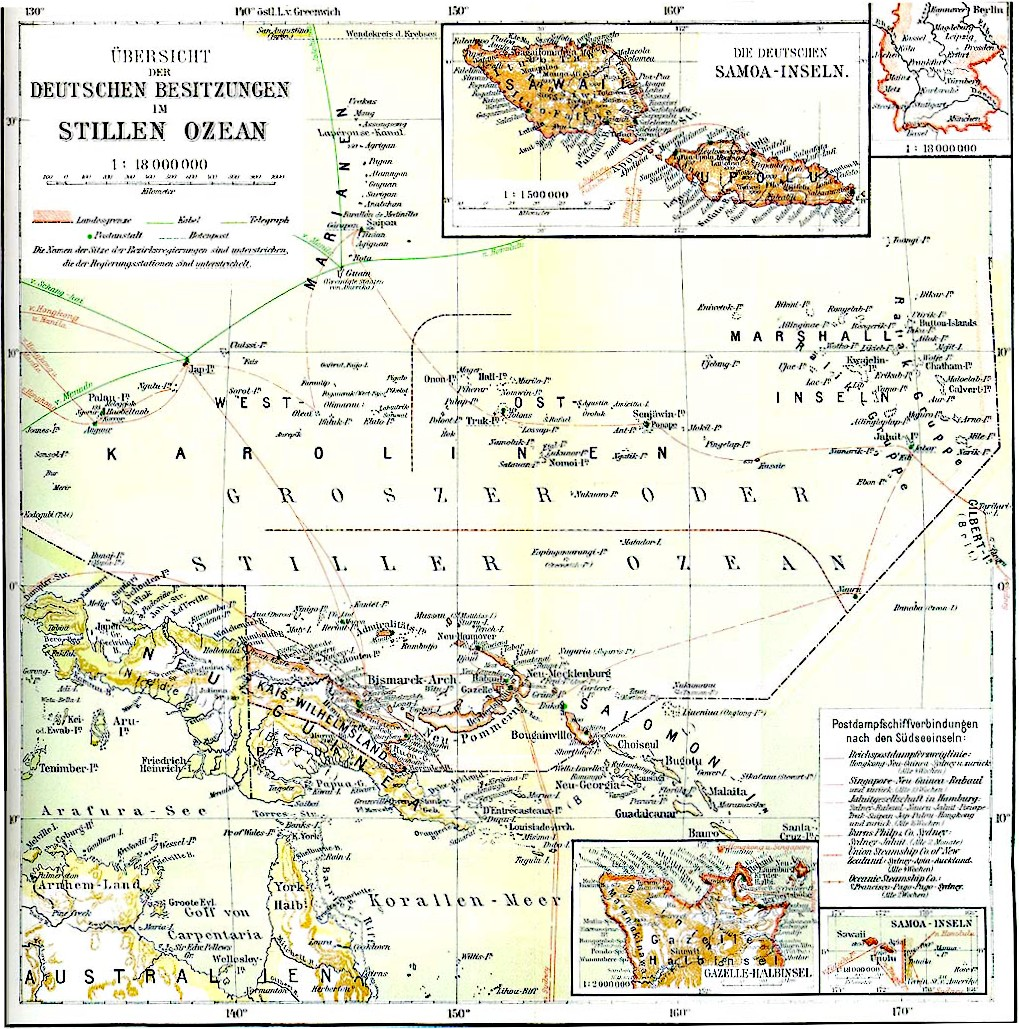
Carte des colonies allemandes du Pacifique

La Nouvelle-Guinée allemande était un territoire très morcelé car composé de nombreuses îles parfois très éloignées : archipel Bismarck, îles Salomon (îles de Buka et Bougainville), îles Carolines, îles Mariannes du Nord, îles Marshall, Palaos et Nauru en plus de la partie Nord-Est de l'île de Nouvelle-Guinée (Terre de l'Empereur-Guillaume).
La colonie, tous territoires inclus, atteignait au minimum 241 231 km2 et au maximum 249 500 km2 et possédait une frontière terrestre avec les empires coloniaux britannique (Territoire de Papouasie) et néerlandais (Indes orientales néerlandaises) sur l'île de Nouvelle-Guinée.

## Politique
| Nom                        | Début de mandat    | Fin de mandat     | Titre                                        |
| -------------------------- | ------------------ | ----------------- | -------------------------------------------- |
| Gustav von Oertzen         | 1885               | janvier 1887      | Commissaire impérial                         |
| Baron Georg von Schleinitz | 10 juin 1886       | 1er mars 1888     | Chef du gouvernement provincial              |
| Reinhold Kraetke (de)      | 1er mars 1888      | 31 octobre 1889   | Chef du gouvernement provincial              |
| Fritz Rose (de)            | 1er novembre 1889  | 31 août 1892      | Commissaire impérial                         |
| Georges Schmiele (de)      | 1er septembre 1892 | 3 mars 1895       | Chef du gouvernement provincial              |
| Hugo Rüdiger               | 3 mars 1895        | 17 août 1896      | Chef du gouvernement provincial              |
| Curt von Hagen             | 22 septembre 1896  | 13 août 1897      | Chef du gouvernement provincial              |
| Albert Hahl                | 15 août 1897       | 11 septembre 1897 | Chef du gouvernement provincial (provisoire) |
| Hugo Skopnik               | 11 septembre 1897  | 31 mars 1899      | Chef du gouvernement provincial              |
| Rudolf von Bennigsen       | 1er avril 1899     | 10 juillet 1901   | Gouverneur                                   |
| Albert Hahl                | 10 juillet 1901    | 13 avril 1914     | Gouverneur                                   |
| Eduard Haber (en)          | 13 avril 1914      | 17 octobre 1914   | Gouverneur                                   |

## Économie
Les Allemands exploitaient du coprah et du phosphate (notamment à Nauru).

## Population
Le seul recensement dans le territoire s'est déroulé en 1912 et fait état de 478 843 habitants autochtones et 772 Allemands ou 600 000 autochtones et 1 200 Européens dont 400 Allemands.
Du fait de l'étendue du territoire, celui-ci regroupait des populations micronésiennes (Palaos, îles Mariannes du Nord, îles Marshall, îles Carolines, Nauru et îles Gilbert) et mélanésiennes (îles Salomon, Terre de l'Empereur-Guillaume et archipel Bismarck).

## Philatélie

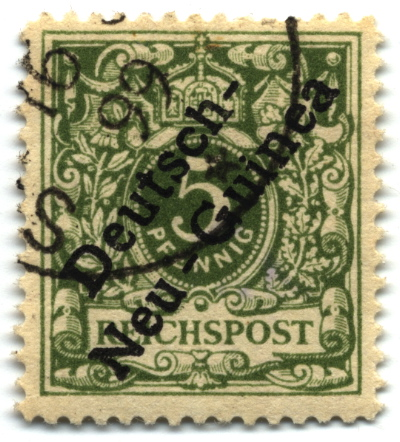
Emission de 1897, oblitéré en 1899.

Le 15 février 1888, le premier bureau postal ouvre à Finschhafen. En 1892 et 1893, les services postaux sont perturbés à la suite du déménagement du siège administratif de la colonie de Finschhafen à Madang et de la réorganisation qui s'ensuit.
Les premiers timbres-poste de la Nouvelle-Guinée allemande ont été émis en 1897 avec pour surcharge Deutsch - Neu-Guinea sur des timbres-poste courants de l'Empire allemand. En 1901, une nouvelle série est émise avec pour légende DEUTSCH-NEU-GUINEA.
En 1914, trois valeurs, 5 et 10 pfenings et 5 marks, avec pour légende DEUTSCH-NEUGUINEA sont imprimées sur du papier filigrané par les autorités britanniques mais elles furent très peu utilisées faute d'avoir rejoint la colonie. Ce fut également le cas en 1919 de la valeur à 3 pfenings. Ces timbres, dont les prix peuvent varier de 1 à 500 dollars (pour un 5 m oblitéré), sont très recherchés par les philatélistes. Mais de nombreuses réimpressions existent de même que des oblitérations de complaisance.
Avec l'occupation australienne, les stocks de timbres furent surchargés G.R.I avec des valeurs faciales en pences et en shillings.